# Jagd auf Eichmann
Jagd auf Eichmann (im Original: Operation Eichmann) ist ein US-amerikanisches Filmdrama von R. G. Springsteen mit Werner Klemperer in der Hauptrolle des in Südamerika untergetauchten Kriegsverbrechers Adolf Eichmann.

## Handlung
Erzählt wird vor allem Eichmanns Jahre der Flucht mit seinen Aufenthalten in verschiedenen Verstecken in Deutschland, Madrid, Kuwait und schließlich Südamerika. Der Film beginnt mit den letzten Monaten im Amt 1944/45, als Eichmann mit Vehemenz die „Endlösung der Judenfrage“ vorantreibt. Mit einem genüsslich aufgesetzten Grinsen sieht er, wie in einer „Aktion“ Juden in eine Gaskammer geschickt werden. Mit Stolz stellt der Film-Eichmann fest, dass er in Sachen Judenvernichtung gleich hinter Martin Bormann und Heinrich Himmler stünde. Wenig später ist der Zweite Weltkrieg verloren, und Eichmann muss abtauchen.
An der Seite seiner etwas dümmlichen Geliebten Anna Kemp flieht er vor den alliierten Häschern, zunächst nach Spanien, anschließend nach Kuwait und schließlich nach Argentinien, wo er sich vergleichsweise sicher fühlt. Der dortige Führer der NS-Nothilfe-Organisation Kurt Kessner hilft ihm zunächst weiter, bis Eichmanns Prominenz eines Tages auch ihm zu heiß wird. Trotz seiner Furcht gefasst zu werden, verlässt Eichmann nie sein Hochmut und seine Herrenmenschen-Arroganz. Von israelischen Geheimdienstlern nach einem Hinweis aus der Bundesrepublik Deutschland in Buenos Aires Ende der 1950er Jahre aufgespürt, wird Adolf Eichmann im Mai 1960 in einer Nacht-und-Nebel-Aktion überwältigt, entführt und nach Israel verbracht, wo ihm der Prozess gemacht werden soll. Hiermit endet der Film.

## Produktionsnotizen und Wissenswertes
Operation Eichmann war ein in der zweiten Jahreshälfte 1960 gedrehter filmischer Schnellschuss als unmittelbare Reaktion auf die Festnahme des Organisators des millionenfachen Judenmordes am 11. Mai 1960 in einem Stadtteil von Buenos Aires. Zum Zeitpunkt der Uraufführung (15. März 1961) hatte der Prozess gegen den ehemaligen SS-Obersturmbannführer (11. April bis 15. Dezember 1961) noch nicht begonnen. Während dieses von dem sonst üblicherweise auf Western spezialisierten Regisseurs Springsteen inszenierte B-Picture in Deutschland nie gezeigt wurde, konnte man den Streifen in Österreich unter dem Titel Jagd auf Eichmann ab dem 16. Mai 1961 sehen.
Rudi Feld entwarf die Filmbauten, Charles Duncan die Spezialeffekte. Alex Alexander übernahm die musikalische Leitung.
Klemperer und sein Schauspielkollege John Banner, der hier den KZ-Kommandanten von Auschwitz Rudolf Höss verkörpert, standen wenige Jahre später auch in der komödiantischen Fernsehserie Ein Käfig voller Helden gemeinsam vor der Kamera. Dort verkörperten sie zwei recht trottelige Stalag-Nazis.

## Kritik
„Sorgfältig unterstrichen mit düsteren Warnungen und einer entrüsteten Erzählweise, verknüpft dieser seltsam ambivalente Film Geschichte mit vertrauten Mantel-und-Degen-Film-Verzierungen. (…) Doch bezüglich der außergewöhnlichen Wirkung kann nichts die Schwarzweiß-Bilder übertreffen, die wir derzeit von der Prozessübertragung aus Israel erleben dürfen. (…) Abzüglich der Zurückhaltung und der Kraft der Suggestion beschreibt der gestern gesehene Film auf schrille Weise die wankende Herrschaft eines fürchterlichen Irren, der Jahre später der Gerechtigkeit anheim fällt.“

Paimann’s Filmlisten resümierte: „Nach, nicht hinsichtlich der Fakten, wohl aber in den Reaktionen der Beteiligten, etwas übertriebener Vorgeschichte eine Abenteuerstory um Eichmann und seine Entführung … an gestellten Schauplätzen …“

„Einigermaßen faszinierende Geschichte über das Nachkriegsleben des Nazi-Führers und seine Gefangennahme durch die Israelis.“

„Krude Ausbeutung eines Gegenstandes, der lediglich dazu dient, aus dem Eichmann-Prozess Geld herauszuholen. Eine Dokumentation zu diesem Thema wäre weitaus interessanter gewesen.“